# کوتوله سیاه

نمودار تکامل ستارگان، مراحل مختلف ستارگان با جرم های مختلف را نشان می دهد

کوتولهٔ سیاه (به انگلیسی: Black dwarf) به باقیماندهٔ یک کوتوله سفید می‌گویند. سفید بودن یک کوتوله از دمای ناشی از فشرده شدن آن به وجود می‌آید. اما فرضیه‌هایی وجود دارند که طبق آنها، کوتوله سفید تا ابد نمی‌تواند به رمبش ادامه دهد و به تدریج تندی رمبش آن کم شده و پس از مدتی کوتولهٔ سفید به کلی از رمبش باز می‌ایستد. با کند شدن و سرانجام بازایستادن کوتوله سفید از رمبش، دمای لازم برای تابش کوتوله سفید به تدریج رو به زوال گذاشته و کوتوله سفید کم‌نور شده و بالاخره تبدیل به جسمی به نام کوتوله سیاه می‌شود. در حال حاضر هیچ کوتولهٔ سیاهی در کیهان وجود ندارد، زیرا هنوز سن کیهان به قدری زیاد نشده که کوتوله‌های سفید فرصت تبدیل شدن به کوتوله‌های سیاه را پیدا کنند. مدت زمانی بسیار طولانی را باید گذشت تا شاهد وقوع یک کوتوله سیاهی را در کهکشانمان باشیم.

## سرنوشت خورشید
پس از تمام شدن هیدروژن در هسته خورشید و گذر از ۸ میلیارد سال و تبدیل شدن خورشید به غول سرخ، سپس کوتوله سفید، به آرامی خورشید گرما و نور خود را از دست می دهد و سپس دیدن خورشید با چشم غیرمسلح ممکن نخواهد بود، هنگامی که خورشید به کوتوله سیاه تبدیل شود حتی اگر جاذبه آن مشهود باشد نمی توان آن را دید.
طبق تخمین ها خورشید حدود ۱ کوادریلون سال (۱۰ به توان ۱۵) دیگر تبدیل به کوتوله سیاه میشود.  